# Berzo San Fermo
Berzo San Fermo (lombardul: Bèrs) település Olaszországban, Lombardia régióban, Bergamo megyében. Lakosainak száma 1404 fő (2023. január 1.). Berzo San Fermo Entratico, Foresto Sparso, Grone, Adrara San Martino, Borgo di Terzo és Vigano San Martino községekkel határos.

## Népesség
A település népességének változása:
| Lakosok száma | 1365 | 1377 | 1404 |
|               | 2017 | 2018 | 2023 |